# Automotrici BrS BCD.101-102
Le automotrici BCD.101 ÷ 102 della Bruneck–Sand-Bahn (BrS) erano una coppia di automotrici elettriche, in servizio sulla ferrovia Brunico-Campo Tures elettrificata a 800 V cc.

## Storia
Le elettromotrici vennero costruite nel 1908 dalla Grazer Waggonfabrik con equipaggiamento elettrico AEG-Union. Altre 3 unità identiche furono fornite alla Lokalbahn Neumarkt–Waizenkirchen–Peuerbach, dove furono numerate 21.001 ÷ 21.003.
Con l'annessione all'Italia dell'Alto Adige a seguito della prima guerra mondiale l'esercizio della linea venne assunto dalle Ferrovie dello Stato, che nel 1931 riclassificarono le automotrici come MACD 701 ÷ 702.
La linea Brunico-Campo Tures venne soppressa il 1º febbraio 1957; le automotrici furono accantonate e demolite poco dopo.

## Caratteristiche
Si trattava di rotabili di piccole dimensioni, con vestiboli di estremità e spazio centrale adibito a bagagliaio, che divideva l'ambiente di seconda classe, con 12 posti a sedere, da quello di terza classe, con 20 posti a sedere.
Nel 1931 l'ambiente di seconda classe divenne di prima; ciò rese necessaria la modifica della marcatura.

## Rimorchiate
Oltre alle automotrici, vennero costruite 2 rimorchiate a 2 assi, con 50 posti a sedere di terza classe. Erano classificate inizialmente 151 e 152, e nel 1931 divennero RC 73.000 e 73.001.